# MacDill Air Force Base

i7
i11
i13
Die MacDill Air Force Base (kurz: MacDill AFB, IATA-Code: MCF, ICAO-Code: KMCF) ist eine Basis der US Air Force in Tampa, Florida. Sie ist Hauptquartier der Unified Combatant Commands US Central Command (USCENTCOM) und US Special Operations Command (USSOCOM). Aktive fliegerische Einheiten des Stützpunkts sind Teile des Air Mobility Command. Die Basis beherbergt das Aircraft Operations Center.

## Geschichte

### Bis zum Zweiten Weltkrieg
Während des Spanisch-Amerikanischen Kriegs 1898 diente Tampa aufgrund seiner strategischen Lage als Ausgangspunkt für Truppen, welche Kuba in seinem Kampf um Unabhängigkeit von Spanien unterstützten.
Mit Beginn des Zweiten Weltkriegs wurde in unmittelbarer Nähe ein Luftstützpunkt eingerichtet, die Southeast Air Base, Tampa, welcher später nach Colonel Leslie MacDill benannt wurde. Piloten wurden auf den Flugzeugtypen Boeing B-17 „Flying Fortress“ und Martin B-26 „Marauder“ ausgebildet, und die Basis diente als Ausgangspunkt für Flüge Richtung Australien via Südatlantik und Afrika.
Im Rahmen der Gründung der US Air Force im Jahre 1947 erhielt die Basis ihren heutigen Namen, MacDill AFB.

### Nachkriegszeit

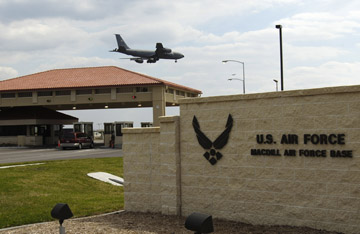
Die Einfahrt der MacDill AFB

In der Nachkriegszeit wurde sie weiterhin für die Ausbildung von Bomberpiloten benutzt, die auf den Typen B-29, B-47, B-50 und P-51 ausgebildet wurden.
Am 10. März 1956 verschwand eine Boeing B-47 vom Stützpunkt bei einem Non-Stop-Überflug im Ionischen Meer, nachdem ein zweites Auftankmanöver im Mittelmeer mit einem Tankflugzeug in über 4.200 Metern Höhe missglückte. Der Bomber hatte Kernwaffenmaterial als Fracht an Bord, aber keine Atombomben, das Flugzeug konnte bis heute nicht wiedergefunden werden.
1960 gab es Pläne, den Stützpunkt zu schließen, aber durch die Kubakrise wuchs die strategische Bedeutung dieses Flugplatzes wieder. 1961 wurde das US Strike Command auf der MacDill AFB eingerichtet mit Verbindungsoffizieren aller Teilstreitkräfte, um globalen Krisen begegnen zu können.
Die Pilotenausbildung wurde auf Maschinen des Typs F-84 und später F-4 Phantom fortgesetzt. 1972 wurde das US Strike Command in das US Readiness Command umgewandelt. 1979 erschienen die ersten F-16-Maschinen in MacDill und 1983 wurde die Rapid Deployment Joint Task Force dort aktiviert, der Vorgänger des heutigen  United States Central Command (USCENTCOM). Im Jahre 1987 wurde das US Readiness Command durch das US Special Operations Command (USSOCOM) ersetzt.
Die MacDill Air Force Base war ein möglicher Notlandeplatz des Space Shuttle im Falle einer außerplanmäßigen Landung.

### Heute
Anfang der 1990er-Jahre wurden im Rahmen eines Plans zur Truppen- und Basenreduzierung alle Flugaktivitäten von MacDill auf die Luke AFB verschoben. Nur wenige Jahre später wurde der Flugbetrieb wieder aufgenommen, nachdem MacDill AFB Standort des 6th Air Base Wing wurde. Im Rahmen der Operation Uphold Democracy in Haiti wurde man sich einmal mehr der strategisch wichtigen Lage der Basis bewusst und so erhielt die Basis neue Aufträge, namentlich zum Betrieb von KC-135-Tankflugzeugen und später auch von EC-135- und CT-43-Maschinen.